# Susanne Schmidt (Journalistin)
Susanne Schmidt (* 8. Mai 1947 in Hamburg) ist eine deutsche Wirtschaftsjournalistin. Sie arbeitet als Fernsehmoderatorin und -kommentatorin.

## Leben
Susanne Schmidt ist die Tochter des ehemaligen Bundeskanzlers Helmut Schmidt (1918–2015) und dessen Ehefrau Loki (1919–2010). Ihr 1944 geborener Bruder Helmut Walter starb bereits vor seinem ersten Geburtstag.
Schmidt schloss ihr Studium der Volkswirtschaftslehre mit einer Dissertation bei Johannes Feske zur Kapitalverkehrskontrolle der Bundesrepublik Deutschland der Jahre 1971 bis 1973 ab. Darin beurteilt sie die von Helmut Schmidt als Bundesfinanzminister 1972 gegen den Widerstand seines Vorgängers, des Bundeswirtschaftsministers Karl Schiller, durchgesetzte Politik der Kontrolle des Kapitalverkehrs als alternativlos. Schiller war seit 1966 Wirtschaftsminister und von Mai 1971 bis Juli 1972 zugleich Finanzminister. Susanne Schmidt kritisiert an der Politik ihres Vaters gleichwohl, dass die Inflation mit einem früheren Übergang zu freien Wechselkursen hätte eingedämmt werden können.
Susanne Schmidt begann ihre Laufbahn bei der Deutschen Bank in Hamburg. 1980 ging sie nach London, wo sie zunächst auch für die Deutsche Bank arbeitete, danach für den Österreichischen Creditverein und eine japanische Investmentbank tätig war.
1988 heirateten Susanne Schmidt und der Ire Brian Kennedy. Ihr Ehemann ist ebenfalls in der Bankenbranche tätig. Das Ehepaar, das in der Grafschaft Kent wohnt, hat drei Kinder, die nicht Schmidts leibliche Kinder sind. Von 1991 bis 2009 arbeitete sie für den Fernsehsender Bloomberg TV in London. Im deutschsprachigen Programm moderierte sie täglich die drei Sendungen „Die großen drei“ mit Analysen und Prognosen von Währungsexperten, „Europa Magazin“ zu Wirtschaft und Politik der Europäischen Union und „Emerging Markets“ mit Diskussionen zu Zukunftsmärkten.
Im Jahr 2010 erhielt sie für ihr Buch Markt ohne Moral den Deutschen Wirtschaftsbuchpreis.

## Schriften
- Die in der Bundesrepublik Deutschland geltenden Kapitalverkehrskontrollen und ihre Wirkung auf den Kapitalverkehr mit dem Ausland: Eine Analyse der Jahre 1971 bis 1973.
- Markt ohne Moral. Das Versagen der internationalen Finanzelite. Droemer Knaur, München 2010, ISBN 978-3-426-27541-2.
- Das Gesetz der Krise: Wie die Banken die Politik regieren. Droemer, München 2012, ISBN 978-3-426-27600-6.